# Прандштеттер, Эдуард
Эдуард Прандштеттер (чеш. Eduard Prandstetter; род. 15 декабря 1948, Прага) — чешский шахматист, международный мастер (1979).
Двукратный чемпион Чехословакии (1976 и 1978). 
Победитель командного чемпионата Чехословакии 1992 года в составе клуба «Bohemians ZPA Čakovice». Шестикратный победитель командных чемпионатов Чехии в составе различных клубов.
В составе сборной Чехословакии участник 2-х чемпионатов Европы (1977—1980).
В составе команды «Bohemians», г. Прага участник 9-го Кубка европейских клубов (1993).

## Изменения рейтинга
| Графики недоступны из-за технических проблем. См. информацию на Фабрикаторе и на mediawiki.org. |